# Transit (film fra 2010)
|  | Denne artikel er oprettet af botten Steenthbot ud fra en ekstern database. Den kan derfor have sproglige fejl eller mangler. Denne skabelon kan fjernes efter kontrol af indholdet. |

 For alternative betydninger, se Transit. (Se også artikler, som begynder med Transit)
Transit er en dansk kortfilm fra 2010 instrueret af Johann Eivind Dammert og Jesper Holm Pedersen.

## Medvirkende
- Andreas Jessen
- Kristian Halken
- Emilie Awalt
- Elyazid Zarrouk